# 工藤健二
工藤 健二（くどう けんじ、1953年9月18日 - ）は、日本の実業家。日本原燃株式会社代表取締役社長を務めた。

## 人物・経歴
大分県出身。1976年九州大学法学部卒業、東京電力入社。2007年東京電力執行役員原子力・立地業務部長。2009年日本原燃取締役広報・地域交流室長。2013年日本原燃取締役副社長。2014年から日本原燃代表取締役社長を務め、六ヶ所再処理工場の稼働や安全性向上工事を進めるなどした。2019年日本原燃相談役。